# Néstor Montoya

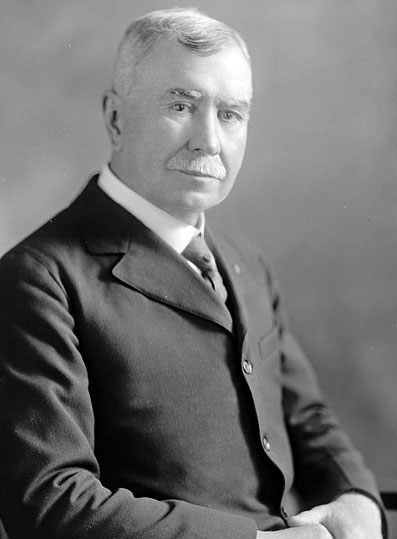
Néstor Montoya

Néstor Montoya (* 14. April 1862 in Albuquerque, New Mexico; † 13. Januar 1923 in Washington D.C.) war ein US-amerikanischer Politiker. Zwischen 1921 und 1923 vertrat er den ersten Wahlbezirk des Bundesstaates New Mexico im US-Repräsentantenhaus.

## Frühe Jahre
Néstor Montoya besuchte die öffentlichen Schulen seiner Heimat und danach bis 1881 das St. Michael’s College in Santa Fe. Danach arbeitete er einige Zeit im Postamt von Santa Fe und für die Bundesfinanzbehörde. Im damaligen New-Mexico-Territorium setzte er sich schon früh für die Eingliederung der Bürger mit spanisch-mexikanischer Abstammung in die Gesellschaft ein. Ab 1889 war er Eigentümer und Herausgeber der spanischsprachigen Zeitung "La Bandera Americana". Montoya war auch ein Befürworter des Beitritts von New Mexico als regulärer Bundesstaat zu den Vereinigten Staaten.

## Politische Laufbahn
Montoya wurde Mitglied der Republikanischen Partei. Zwischen 1892 und 1903 war er Abgeordneter und zeitweise Präsident im territorialen Repräsentantenhaus. In den Jahren 1905 und 1906 gehörte er dem territorialen Senat an. Von 1908 bis 1923 war er Vorsitzender der Pressevereinigung von New Mexico. 1910 war Néstor Montoya Mitglied der verfassungsgebenden Versammlung von New Mexico. Von 1916 bis 1919 saß er im Vorstand der University of New Mexico. Während des Ersten Weltkriegs gehörte Montoya dem Nationalen Verteidigungsrat an und er war Mitglied der Rekrutierungskommission im Bernalillo County.
Bei den Kongresswahlen des Jahres 1920 wurde Néstor Montoya in das US-Repräsentantenhaus gewählt. Dort löste er am 4. März 1921 Benigno C. Hernández ab. Für die Wahlen des Jahres 1922 wurde er nicht mehr von seiner Partei aufgestellt. Er hätte aber selbst im Falle seiner Wiederwahl keine zweite Amtszeit antreten können, weil er noch vor Ablauf der laufenden Legislaturperiode im Amt des Kongressabgeordneten verstarb. Nach seinem Tod am 13. Januar 1923 blieb sein Sitz bis zum Ende der Legislaturperiode am 3. März 1923 unbesetzt, ehe dann der 1922 gewählte John Morrow von der Demokratischen Partei seine Nachfolge antrat. Im Kongress war Montoya Mitglied im Ausschuss für Indianerangelegenheiten und im Ausschuss zur Verwaltung des öffentlichen Landes.